# كيريل زيفكوفيتش
كيريل زيفكوفيتش (بالصربية: Кирил Живковић)‏ هو قسيس صربي، ولد في 1730 في Pirot ‏ في صربيا، وتوفي في 1807 في Temska ‏ في صربيا.